# Гаструла

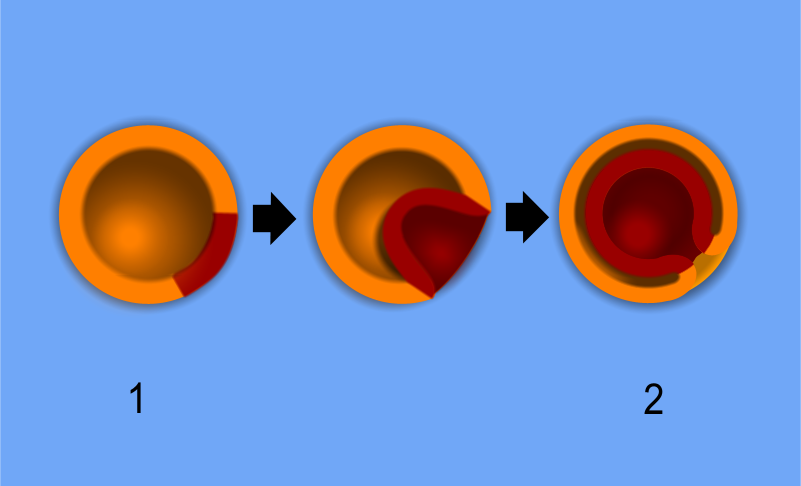
Один из механизмов гаструляции — инвагинация (впячивание части стенки бластулы внутрь зародыша)
1 — бластула
2 — гаструла

Га́струла (новолат. gastrula, от др.-греч. γαστήρ — желудок, чрево) — стадия зародышевого развития многоклеточных животных, следующая за бластулой. Отличительной особенностью гаструлы является образование так называемых зародышевых листков — пластов (слоёв) клеток. У кишечнополостных на стадии гаструлы формируется два зародышевых листка: наружный — эктодерма и внутренний — энтодерма. У прочих групп многоклеточных животных на стадии гаструлы формируется три зародышевых листка: наружный — эктодерма, внутренний — энтодерма и средний — мезодерма. Процесс развития гаструлы называют гаструляция.
Наиболее просто устроенная гаструла встречается у кишечнополостных — она представляет собой зародыш элипсоидной формы, у которой эктодерма представлена внешним одноклеточным слоем, а энтодерма — внутренним скоплением клеток. Во внутреннем слое зародыша (энтодерме) образуется полость — т. н. «первичная кишка», или гастроцель. Позднее на переднем конце зародыша образуется т. н. «первичный рот», или бластопор, — отверстие, посредством которого первичная кишка сообщается с внешней средой.
Типичной гаструлой принято считать гаструлу морских ежей. Она образуется путём «впячивания» внутрь (инвагинации) части поверхности шарообразной бластулы. В результате инвагинации часть бластодермы (кожи бластулы) оказывается продавленной внутрь и формирует гастроцель (первичную кишку). Клетки гастроцеля принадлежат к энтодерме. Часть бластодермы остается на поверхности зародыша и формирует эктодерму. Часть клеток «выселяется» в пространство между внешним слоем зародыша и первичной кишкой, эти клетки образуют мезодерму. Также от первичной кишки внутрь зародыша отделяются т. н. целомические мешки, которые также входят в состав мезодермы. Отверстие, через которое происходит инвагинация, является первичным ртом (бластопором).
Зародыш человека проходит стадию гаструлы на 8-9 сутки развития. Гаструла человека представляет собой уплощенное дискоидальное образование (т. н. «зародышевый диск»), которое формируется из «внутренней клеточной массы» бластоцисты. Верхний (то есть обращённый к анимальному полюсу) слой зародышевого диска относят к эктодерме, средний слой — к мезодерме, нижний (то есть обращённый к вегетативному полюсу, к будущему желточному мешку) слой диска относят к энтодерме. Гомологом первичной кишки у человека является т. н. «первичный желточный мешок» — пространство, ограниченное с анимального полюса эктодермой зародышевого диска, а с прочих сторон т. н. гипобластом — внезародышевой энтодермой.
Гаструла может образовываться путём впячивания (инвагинационная или эмболическая) или путём эпиболии (например, у некоторых беспозвоночных). При эпиболии мелкие эктодермальные клетки постепенно обрастают крупные энтодермальные клетки, при этом полость не образуется сразу, а появляется позже.
У большинства животных зародыш на стадии гаструлы не является свободноживущим, а расположен в яйцевых оболочках или в матке. Но существуют животные со свободноплавающими гаструлами (например, свободноплавающая личинка Кишечнополостных — планула (паренхимула) — представляет собой гаструлу).

## Эволюционное происхождение гаструлы
Наличие стадии гаструлы у всех многоклеточных животных служит одним из доказательств единства их происхождения. Согласно биогенетическому закону Геккеля—Мюллера, это обстоятельство указывает на существовавшего у всех многоклеточных животных общего предка, по строению напоминавшего гаструлу современных животных. Существует несколько гипотез относительно эволюционного происхождения этого гипотетического гаструлоподобного предка многоклеточных.
Эрнст Геккель в 1872 г. выдвинул т. н. «теорию гастреи». Согласно этой гипотезе, предками всех многоклеточных были шарообразные многоклеточные колонии жгутиконосцев (по сходству с бластулой Геккель назвал этот предковый организм «бластея»), которые плавали в море в составе планктона и питались мелкими органическими частицами, взвешенными в воде (например, бактериями). В ходе эволюции бластея подверглась инвагинации (впячиванию) и образовала организм, состоявший из двух слоёв клеток (внешнего и внутреннего), внутренний слой клеток образовывал «кишку», которая открывалась наружу «ртом» (по сходству с гаструлой Геккель назвал этот предковый организм «гастрея»). Биологический смысл превращения бластеи в гастрею по Э. Геккелю состоял в специализации клеток. Все клетки бластеи были одинаковыми, с помощью биения жгутиков клетки поддерживали бластею в толще воды, а также подгребали частички пищи для заглатывания. У гастреи произошла специализация: клетки наружнего слоя с помощью биения жгутиков поддерживали гастрею в толще воды, клетки внутреннего слоя с помощью биения жгутиков создавали ток жидкости, затягивающий частички в первичную кишку. Наличие полости у гастреи давало ей эволюционной преимущество — гастрея в отличие от бластеи имела возможность поедать пищу, размер которой крупнее клеток самой гастреи, так как теперь клетки внутреннего слоя могли выделять в гастральную полость пищеварительные ферменты. Согласно теории гастреи, наиболее древним типом гаструляции является инвагинация, прочие типы гаструляции вторичны и появились в эволюции позднее. Таким образом, наиболее примитивная форма гаструлы — планула является вторично упростившейся эмбриональной формой кишечнополостных.
Илья Ильич Мечников в 1876—1886 г. г. сформулировал т. н. «теорию фагоцителлы». Согласно этой гипотезе, эволюция бластеи шла не путём инвагинации, а путём выселения клеток наружного слоя внутрь шарообразной бластеи. Такое выселение («иммиграцию») Мечников обосновывал следующим образом: клетки бластеи после захвата частиц пищи (фагоцитоз) отсоединялись от наружного слоя и погружались внутрь бластеи для переваривания. По окончании переваривания клетки вновь встраивались в наружный слой. Процесс этот происходил непрерывно. Этот гипотетический древний организм Мечников назвал «фагоцителлой», или «паранхимеллой». В пользу теории фагоцителлы говорит тот факт, что наиболее примитивные многоклеточные животные образуют гаструлу с помощью иммиграции клеток наружного слоя внутрь, а также тот факт, что наиболее просто устроенные многоклеточные животные не имеют полостного пищеварения, а только внутриклеточное. Согласно теории фагоцителлы, наиболее древним типом гаструляции является иммиграция. Слабым звеном теории фагоцителлы является то, что она не объясняет биологический смысл выселения фагоцитирующих клеток внутрь колонии.